# Sekou Sidibe
Sekou Sidibe, né le 5 mai 2001 à Abobo (Abidjan) en Côte d'Ivoire, est un footballeur belge, d'origine ivoirienne, qui joue au poste d'attaquant à la RAAL La Louvière.

## Biographie

### En club
Formé au Beerschot AC, Sekou Sidibe rejoint le PSV en 2011, où il signe son premier contrat professionnel en mai 2017. Il commence sa carrière professionnelle avec le Jong PSV, l'équipe reserve du club des Pays-Bas qui joue en deuxième division,,.
En 2020, il rejoint le FC Emmen en Eredivisie, où il ne parvient pas à jouer régulièrement en équipe première.
En juillet 2021, Sidibe est transféré au FC Universitatea de Craiova,, où il s'illustre en première division roumaine,.
Lors du mercato hivernal 2024-2025, il rejoint la RAAL La Louvière où il signe un contrat portant jusqu'en 2027.

### En sélections nationales
Sidibe a joué dans les équipes nationales belges junior, des moins de 15 ans aux moins de 18 ans,.

## Palmarès

### En club
|  |  | RAAL La Louvière - Championnat de Belgique de deuxième division : - Vice-champion : 2025 |